# Murchante
Murchante là một đô thị trong tỉnh và cộng đồng tự trị Navarre, Tây Ban Nha. Đô thị này có diện tích là 13,23 ki-lô-mét vuông, dân số năm 2007 là 3363 người với mật độ người/km²